# Pływanie artystyczne na Letnich Igrzyskach Olimpijskich 2024
Pływanie artystyczne (wcześniej do roku 2017 pływanie synchroniczne) na Letnich Igrzyskach Olimpijskich 2024 zostało rozegrane w dniach 5-10 sierpnia w paryskim Centrum Sportów Wodnych. W zawodach wystartowało 96 zawodników (o ośmiu mniej niż podczas Letnich Igrzysk Olimpijskich 2020 w Tokio). 
Zmianą w stosunku do poprzednich igrzysk olimpijskich było dopuszczenie do startu w rywalizacji drużynowej mężczyzn. W każdej ośmioosobowej drużynie mogło wystąpić maksymalnie dwóch mężczyzn. Żadna z drużyn nie skorzystała jednak z tego prawa i w konkursie wystąpiły tylko kobiety.

## Medaliści
| Konkurencja:        | Złoto:                         | Rezultat | Srebro:                                         | Rezultat | Brąz:                                           | Rezultat |
| Duety (szczegóły)   | Chiny Wang Qianyi · Wang Liuyi | 566.4783 | Wielka Brytania Kate Shortman · Isabelle Thorpe | 558.5367 | Holandia Bregje de Brouwer · Noortje de Brouwer | 558.3963 |
| Drużyny (szczegóły) | Chiny                          | 996.1389 | Stany Zjednoczone                               | 914.3421 | Hiszpania                                       | 900.7319 |

## Tabela medalowa
| Miejsce | Reprezentacja     | Złoto | Srebro | Brąz | Razem |
| ------- | ----------------- | ----- | ------ | ---- | ----- |
| 1       | Chiny             | 2     | 0      | 0    | 2     |
| 2       | Stany Zjednoczone | 0     | 1      | 0    | 1     |
| 2       | Wielka Brytania   | 0     | 1      | 0    | 1     |
| 4       | Hiszpania         | 0     | 0      | 1    | 1     |
| 4       | Holandia          | 0     | 0      | 1    | 1     |
| Razem   | Razem             | 2     | 2      | 2    | 6     |